# Moussa Maazou
Ouwo Moussa Maazou, mais conhecido como Moussa Maazou  (Niamei, 25 de agosto de 1988), é um futebolista do Níger que atua na posição de atacante. Maazou é o maior artilheiro da história da seleção do Níger com 13 gols marcados, além de ser o dono da faixa de capitão da equipe sendo assim a maior estrela do futebol nigerino. 
Com 1,86 cm de altura e pesando cerca de 80 kg, joga atualmente pelo AC Ajaccio. da França.
| Anos | Equipes              | Jogos | (Gols) |
| --- | -------------------- | ----- | ------ |
| 2005-2008 | AS FAN Niamey        |       |        |
| 2008-2009 | Lokeren              |       |        |
| 2009-2012 | CSKA Moscou          |       |        |
| 2009 | → Lokeren            |       |        |
| 2010 | → Monaco             |       |        |
| 2010-2011 | → Bordeaux           |       |        |
| 2011 | → Monaco             |       |        |
| 2011-2012 | → Zulte Waregem      |       |        |
| 2012 | → Le Mans            |       |        |
| 2012-2013 | Étoile du Sahel      |       |        |
| 2013-2014 | Vitória de Guimarães |       |        |
| 2014-2015 | Marítimo             | 18    | (9)    |
| 2015 | Changchun Yatai      | 26    | (6)    |
| 2016- | Randers              | 2     | (0)    |
| Jogos e gols pelo clube contam apenas partidas dos campeonatos nacionais atualizados até 02 de setembro de 2015 |                      |       |        |
| Seleção Nacional                                                                                                |                      |       |        |
| 2008- | Níger                | 36    | (11)   |
| Jogos e gols pela seleção nacional estão atualizados até 10 de março de 2016                                    |                      |       |        |

```
.
```